# 血の日曜日事件 (1973年)
血の日曜日事件（ちのにちようびじけん）または学生決起、学生革命、学生クーデターは、タイ王国で1973年10月14日発生したクーデターである。

## 概要
1973年10月のタノーム・キッティカチョーンThanom Kittikachorn独裁政権に抗議、民主化要求と政治犯13人の解放を求めた学生らデモ集団の参加者は13日には一般市民を加え40万人に達し、国王ラーマ9世はタノーム首相とデモの中核組織である全国学生センター幹部それぞれと会見し調停を進め、政権側は政治犯を即日釈放、民主憲法発布と公平な選挙予定を約束したことで抗議運動は成果を達成、全国学生センターは集団に解散を呼びかけ群衆大半はこれに従った。しかし学生集団の一部勢力は14日まで残り、王宮へデモを進めたことで、武装警察が弾圧に動き発砲し学生側に犠牲者77人負傷者857人が生じ、暴動による政府庁舎焼き討ちが発生した。当日夜、タノーム首相は流血の責任をとって辞職し出国、臨時政府首相にタンマサート大学々長サンヤー・タンマサックが指名された。この事件は学生中心組織の運動で民主主義を回復し、10月14日の武力弾圧で流血に至ったことから「血の日曜日事件」や「学生クーデター」（学生決起、学生革命）、ほかに「大いなる悲しみの日」（シップシー・トラー)と呼称される。

### 事件まで
タノーム・キッティカチョーンはサリット・タナラットの傀儡として1958年1月1日から10月10日まで首相の任に当っていたが、サリットによる無血軍事クーデターで失脚、サリットは、議会と民主政党の活動を禁止、背後にある労働運動組合を活動停止に追い込んだ。続いて大学サークルに政治活動支援を行うものや疑わしい文化系サークル全て解散命令を発し、スポーツ体育会の部活動サークルに限定する。強権独裁のサリットが急死した翌日1963年12月9日からタノームは再び首相の地位にあった。治安と政治運動に緩和策を進めていたが、議会制度回復から内閣任期中の1971年11月17日に無血軍事クーデターを起こし憲法停止、上下議会解散、政党活動禁止と5人以上の集会禁止を発令し強権独裁体制を敷いた。政権の座に就きながら権力強化に走った事情、最大の理由は議会にあり、議会発足以来国家予算が年度内に成立したことは無く、1971年度も4ヶ月後に成立する始末で行政は滞り、政策決定も後手に回る状況が続いていた。治安状況ではタイ共産党のゲリラ活動、隣国カンボジア、ラオス内戦による難民流入とこれを追う越境軍へ防衛、また駐留するアメリカ軍の問題に相次ぐ労働運動とストライキや政党間のテロ活動といった悪化、経済面ではベトナム戦争特需の大幅な縮小、貿易赤字（輸入超過状態）、主幹輸出品の米価が近年の国際相場で40％下落で収支減少という状況だった。
1972年11月15日、タノーム政権は暫定憲法を公布する。要点は　政権へ権力集中（第17条には「絶対権力」が謳われた）、共産主義運動の弾圧。この1972年は物価高、インフレーションが顕著に現れ、更にストライキが横行し物流が滞るなど悪化の一途を辿り、防衛費は先の事情で削減出来ず予算を圧迫し、更なる景気低下に貿易赤字の鬱憤からナショナリズム高揚、11月に日本製品不買運動、政府の排他的政策で12月に、外国企業規制法、外国人職業規制法が改正され客家や進出する海外資本に制限が加わる。
1973年の経済面は更に悪化し、インフレは深刻化、食料品の物価指数は155.3と半年で28.5％と上昇し、下落する国際米価相場に流通統制の失敗に不作が追い打ちをかけ国内供給量は減り続け、庶民の家計を圧迫し国民の不満は募り我慢の限界に近づいていた。
1973年10月4日、民主化に向けて政治家、市民運動家、学生活動家、教職員を中心に「憲法要求百人委員会」結成（直後10月6日の不当逮捕に異議をとなえた前外相サガー・キッティカチョーンも後日連盟に加入する。）。
10月6日、憲法要求百人委員会11名逮捕。容疑の一つに共産主義者のクーデター計画を挙げた（逮捕者内訳は学生4人、タイ学生センターの副委員長と元書記長、元チュラロンコン大学生同盟副委員長、元バンコク市議会議員、タンマサート大学講師、前チュラロンコン大講師、評論家。）　翌日学生1名が逮捕、合せて12名になる。
10月8日、バンコク首都圏、チェンマイ市の各大学で12名逮捕へ抗議活動を開始。
10月9日、さらにカイセーン・スックサイ元国会議員の逮捕で13名になった。
タノーム首相は暫定憲法第17条を行使しカイセーンと一味は共産主義者に扇動され政府転覆計画を謀ったと断定、無期限拘留を命じる。
10月10日、前日の各大学抗議活動は全国に波及、タンマサート大学では朝、学生1万人が授業放棄を宣言、一部教官も逮捕者釈放請願書に署名し学生達に同調する。早朝からの集会は熱を帯び国歌とシュプレヒコールに全国学生センター(National Student Center of Thailand 以下NSCTと略)幹部らは「我々は、我々が欲するものを獲得するまで戦うぞ!!」と繰り返し、午前7時、一部学生の行為から国旗は降ろされ代わって黒い旗を掲げる。その後市民や他の学生もタンマサート大に到来すると市民連合を宣言し「我々はあまりにも止まり過ぎた、我々は前進する決意をした。今日、我々は目的達成まで戦うことを誓う。」と演説する。
タノーム首相は、プラパート・チャルサティエン（Praphas Charusathien）内務相兼副首相に特別権限を与え共産主義抑圧活動司令部（CSOC）内に「平和と秩序回復政策室」を設置し任に付け副官として、陸軍総司令官クリット大将を任命した。
10月10日夜、全国から学生が続々と集結、その数は1万5000～2万と推定される。朝から全国の大学、専門学校、師範学校関係からバンコクに流れ込む。チェンマイ大学で試験を終えた数百人の学生は鉄道、車両で駆けつけるなど全国から集いタンマサート大学で市民連合へ続々と支持を表明した。NSCT書記長ソンバットは「憲法のため、一般大衆とともに戦うことを誓い逮捕者13名の釈放と要求を勝ち取るまでに有効な取り得る全ての手段を行使する、民主化のため人々と協調し戦うことをここに誓う。」と演説した。またNSCT副書記長クラノックは、「学生は最後まで戦う」と述べ「過去数日間に政府は我々に満足する回答を示していない以上最後通告を提出する。」と話し必要理由を説明し、さらにNSCTは要求実現まで引き続き本部をタンマサート大学に置いて平和的抗議行動を続ける決意を表明する。
10月11日、プラパート副首相はNSCT代表ら11名を呼び話し合いの場を持った。ソムバット書記長らは政府転覆活動容疑で逮捕された13名の速やかな釈放を要求したが副首相はこれを拒否、被疑者達には証拠が有りまた何人かについては共産主義活動に関する文書を所持を認めており、処罰は裁判の判決を待ち結果に政府が情状酌量する予定を説明した。また政府では副首相が委員長を務める憲法起草委員会が進行し新たな民主憲法の発布する予定にあることを語った。
10月12日、「市民連合は本日10月12日正午より24時間以内に逮捕された憲法要求百人委員会の運動家13名の釈放、民主政治を要求する。もし満足できる処置回答がこの時間内に政府から得られない場合に市民連合は思い切った行動に出るであろう。」とこの最後通牒を政府に送った。
その頃逮捕拘束されていた活動家たちは36時間ハンガー・ストライキに入っていた。政府は続々増え続けるデモ参加者に警戒し13名の保釈指示を下したが13名は出所を拒絶し、民主憲法制定の確約そして時限で言質を要求しバンケーン拘置所に留まった。
10月12日午後7時、タマサート大学に集結した学生数は15万人。学生達はバンコクへ集結する一方、地方各地で抗議集会が開かれる。チェンマイでは4万人の学生、ウボン3000人、ナコンサワン4700名、マハサラカーン7600名、ピサヌローク5000名がそれぞれ現地で抗議集会を開いた。
10月13日、前日通告の「最後通牒」期限到来の正午、大学校内から民主記念塔（アヌサーワリー・プラチャーティッパタイ）へデモ行進を開始。夜通しの集会からこの時間までに合流する人々の流れは止まず、直後は一般市民を含め20万人程の行進に次々と民衆が加わり40万人（50万人ともいわれる）に達しタイ史上、空前のデモとなった。民主記念塔周囲で抗議活動を繰り広げた。
10月13日正午、デモ行進開始時刻に逮捕された13人は拘置所から強制的に放逐される。
10月13日午後、この状況に国王ラーマ9世は仲裁に乗り出す。国王はタノーム内閣閣僚と謁見し同日正午の逮捕者13人ら無条件解放を支持し憲法起草委員会の進行から1974年10月公布の見通しを確認し、次いでNSCT代表者たちと会見しタノーム政権側の対応とスケジュールの言質を伝え、政府とともに平和や秩序を守るよう訴えた。
国王との謁見を終えたNSCT代表者たちは交渉の席に戻りプラパート・チャルサティエン内相兼副首相と会見する。
10月13日午後4時頃、NSCTは運動の勝利を宣言し、学生一般大衆など支持者たちに謝辞を述べるとともに一連の抗議行動の終了を告げ速やかな帰宅を呼びかけた。民主記念塔周囲には集会の余韻から日没後しばらく人々は残っていたが夜の深まりにつれ解散した。

### 1973年10月14日（シップシー・トラー)
この勝利終結宣言に納得しない集団がいた。
10月13日午後4時頃に、NSCT攻撃隊（黄色い虎・ルアンスア）は、集会続行を訴え集団から分れ王宮広場(サナム・ルアン）に移動していた。民主記念塔の群衆は深夜前にほぼ撤収し、王宮広場では続行する集会に14日午前1時頃、残り続けるデモ集団に政府が強制排除に動くという噂が猜疑心を煽り、激高した集会は再度の抗議行動を計画、集団のリーダーで、政府、国王と団交した一人、NSCT幹部セクサン・プラスートクン（Seksan Prasertkul)は朝以降にチットラダー宮殿へ行進を決定する。セクサンは行動決定とは裏腹に前日頂いた国王の御言葉を再度直接申し述べていただくことで集団は沈静化し収束出来ると考えていた。
夜半を過ぎて収束せず居残るこの集団をセクサンが指揮しているものと判断したNSCTは「不服従な分派叛乱グループである。」と断じ、「先鋭テロリスト集団でNSCTとは無関係な集団である。」と宣言、セクサンのNSCT除名処分を発表し同時にこの危険な反乱分子へ関わることを禁止し、集団には速やかな撤収解散を命じる声明を発信するが、混然とした状況から通信連絡は困難をきたし声明は王宮広場には届かず、やがて宮殿へのデモ行進は実行に移される。
6時30分頃、デモ開始。チットラダー宮殿に向けてラーチャダムヌーン・ノーク通り（Thanon Ratchadamnoen Klang)を行進。
10時30分、武装警察隊は宝くじ局ビル屋上からデモ隊に向かって催涙弾投擲、発砲を開始。軍ヘリコプター、戦車が現われ、デモ集団はいくつかの政府庁舎に討ち入り立てこもる。
11時00分、陸軍部隊出動、占拠された国税庁に突入。
12時00分、ラジオ・タイランドは、政府軍とデモ隊の激しい戦闘を報道する。
13時15分、政府はプラマイン広場周辺の住民に外出禁止を通告。
14時00分、デモ隊は国家行政査察庁（BIFGO）を含む4つの政府建物に放火する。
14時15分、学生5名の遺体が、3000人の群衆とともにメモリアル・ブリッヂ（、タイ語[:th]）を渡りトンブリー大広場に運び込まる。
14時20分、学生（女子を含む）50名以上の遺体が広報局前に横たわる。
14時30分、バーングランポー(BanglamphuKhaosan Road)にある交番に放火。
14時35分、政府はデモ隊指揮者に当局と速やかに折衝するよう呼びかけ。
15時30分、国王はヘリコプターで視察。
16時40分、政府はバンコク首都圏、ノンタブリー県、サムットプラーカーン県の教育機関の一時閉鎖を通告する。
17時00分、政府はタンマサート大学に居残る学生へ退去を命じ、その指定時限1時間前には校内からチャオプラヤ川を渡るなどの緊急手段で従う。
19時30分、国王はテレビ、ラジオ放送から声明発表。
21時47分、バンコク・ドンムアン空港（タイ語[:th])からタイ国際航空機の特別便でタノーム首相、プラパート副首相、ナロン・キッティカチョーン（大佐）行政査察庁長官（タノーム首相の子息）らは彼等30人以上の家族とともに出国した。
夜（20時以降？時間不明）　ラジオ、テレビ放送からタノーム内閣の退陣とタノーム首相は10月15日出国すると報道。
　国王は元法曹官吏、タンマサート大学々長サンヤー・タンマサック（Sanya Dharmasakti、英語Sanya Dharmasakti、タイ語[:th])
を首相に指名、サンヤーはラジオ放送を通し「出来るだけ速やかに民主憲法を発布し、現在から6ヶ月以内に総選挙をすることになる」と演説。
23時30分、皇太后シーナカリン(Srinagarindra タイ語[:th])はテレビ、ラジオ放送から所感を伝える。
政府はデモ学生の犠牲者は77人、負傷者857人と発表した。

### その後
血の日曜日事件は10月13日まで民主化要求とその確約取り付けに成功した市民運動、10月14日はその残留集団へ武力弾圧と流血事件に発展しその責任を負い突然のタノーム政権失脚という二つの経過を持つ。
10月13日夕方の時点で運動は突然の国王仲裁という予期せぬ展開でほぼ解決していた。国王はタノーム政権対応の後押しと民主化政策を明確化と確約を取って抗議する学生運動家勢力の膨張する民衆側の確執を質して双方の妥協点をまとめ、約40万人に上るデモ集団解散に成功した。最悪の事態を完全に防いだあとの14日の事件は予想外だった。流血事件は学生側にとって弱い組織統率力と13日夕方以降連絡不足から発生した事件と言え、一方の弾圧側について、現在に至ってもこの不従学生勢力へ治安維持に制裁指令が下された発端は詳らかでない。前日には当面の政権維持を約束されていたにもかかわらずタノーム首相ら政権首脳はこの弾圧責任をとって退陣し海外亡命という経過に転じ、事件は軍事政権打倒クーデターに変容した。
1976年血の水曜日事件について一連の時勢列から血の日曜日事件で出国したタノームら元首脳の帰国問題が原因と説明されてきたが血の日曜日事件以前から低迷したタイ国内の経済状況が元にあり、ほぼ毎日政府へ抗議集会が開かれきっかけの一つに過ぎない。この帰国問題では元副首相プラパート・チャルサティエンが亡命先から帰国を強行し到着した空港から逃亡しバンコク市内に一時潜伏したが政府体制側はあえて拘束を避けるなか国王はプラパートに直接対話を呼びかけ、これに応じて姿を現し謁見で説諭からプラパートは再度出国している。続いてタノーム元首相は身分を出家僧籍に置き一切について沈黙を守る姿勢を示して帰国を強行している。
10月13日のシンボルを果たした民主記念塔を囲むロータリーは事件以前からバスの乗換えターミナルに利用され、事件後に追悼碑を、その後乗客待合用のアーケードが設けられた際には血の日曜日事件を後世に知らせる写真パネルが置かれたが現在(2014年)、流血事件発生エリアに近い場所に移され「73年10月14日記念碑(อนุสรณ์ สถาน 14 ตุลา 16/อนุสรณ์สถาน ๑๔ ตุลาคม ๑๖)」を含む独立した施設が設けられ入場無料時間制で公開されている(モニュメン紹介公式サイト「14tula.com」、）。
一連のなか、タイ建国以来最大規模の市民運動で40万人を動員した集会とデモ行進が整然と進み、大きな混乱がなかった点は驚異に値する。11日の時点で既に篤志家、慈善活動団体が動きこの異常事態へ秩序維持に食糧援助を決め企業などから寄付を募り、打ち合わせから浄財物資は調整し混乱予防から提供は茹で卵など簡素なものに統一した。全国から学生が集い頂点に達したデモ行進に近隣住人援助では用足しトイレ貸しといった協力が目に見えない統率の一助になった。タイ仏教でタンブンに由来する相助文化の国民性が大きく作用したとも言え、のちの2010年タイ反政府デモの中の2010年4月10日に発生した「暗黒の土曜日」（2010年タイ反政府デモ#暗黒の土曜日を参照）とは市民の経済水準や政治背景は異なり比較できないが対照的な経過となった。
発展途上国、第三世界タイにおいて中産階級が大きく成長しその市民が欧米の都市生活者と共通した意識を持ち、国民の高い社会意識、教育水準に西側諸国、西欧米が注目した事件で西欧を席巻し、公正選挙から1970年南米チリで成立したサルバドール・アジェンデの社会主義政権やのちに過激化する学生運動の流入に共産圏の影響を懸念する出来事でもあった。、
運動を牽引した一人で、10月14日の当事者になったセクサン・プラセートクルはNSCT傘下に技術・職業学校生中心に結成されたタイ全国職業学校学生センター(NVSCT)の書記長に就任、その後NSCTを離れ独自組織タイ独立学生連合(FIST)を結成した。
サンヤー首相就任で民主政権回復は果したが政策の殆どは前政権から引き継ぎ、低迷する経済対策に具体策は打てず、議会運営に四苦八苦しその後連立政権による政府は不安定な状況置かれ、これがのちの軍事クーデターによる揺り戻しをもたらした。

## リンク
- バンコクポスト

- 血の日曜日　73年10月14日記念碑（14 October 73 Memorial） バンコク市プラナコーン区ラーチャダムヌーン・クラーン通り 14/16

- ジェトロ　アジア経済研究所　アジア動向年報 タイ1971 - ブラウジング
- ジェトロ　アジア経済研究所　アジア動向年報 タイ1972 - ブラウジング
- ジェトロ　アジア経済研究所　アジア動向年報 タイ1973 - ブラウジング
- ジェトロ　アジア経済研究所　アジア動向年報 重要日誌　タイ1973